# Клеон Даскалакіс
Клеон Даскалакіс (англ. Cleon Daskalakis; нар. 29 вересня 1962, Бостон, Массачусетс, США) — американський професіональний хокеїст — воротар грецького походження: зіграв неповних три сезони в Національній хокейній лізі за «Бостон Брюїнс».